# Josef Bauregger
Josef Bauregger ist ein österreichischer Tischtennis-Nationalspieler aus den 1960er und 1970er Jahren.

## Werdegang
Josef Bauregger war in Vereinen aus Graz aktiv, etwa bei UHK Graz und ASV Puch Graz. Mitte der 1970er Jahre spielte er mit Traismauer in der Staatsliga. Bei den nationalen österreichischen Meisterschaften siegte er 1964 im Doppel mit Helmut Mörth. 1965 wurde er mit Mörth  Zweiter.
1965, 1969, 1971 und 1973 wurde er für die Weltmeisterschaft nominiert, 1974 vertrat er Österreich bei der Europameisterschaft. Dabei kam er nie in die Nähe von Medaillenrängen.